# 坦溪镇
坦溪镇，是中华人民共和国四川省巴中市平昌县曾经下辖的一个镇。2020年5月，撤销坦溪镇，将原坦溪镇百花社区、青云社区、坦溪社区5组、跃进村、中坝村、苟溪村所属行政区域划归金宝街道管辖，将原坦溪镇立垭村、大蜡村、孤山社区、黑山社区、民兴社区、坦溪社区1至4组、6至7组划归同州街道管辖。

## 行政区划
坦溪镇撤销前下辖以下地区：
坦溪社区、立垭村、大蜡村、孤山村、黑山村、民兴村、百花村、青云村、苟溪村、跃进村和中坝村。